# Oxytorus
Oxytorus ist eine Gattung von Schlupfwespen, die eine eigene Unterfamilie, die Oxytorinae bildet. Sie enthält nur 23 Arten und sie ist in der Paläarktis sowie in Nord- und Südamerika verbreitet.

## Morphologie
Die Oxytorus-Wespen sind klein bis mittelgroß, mit einer Vorderflügellänge von 4 bis 7 mm. Sie haben einen kurzen Ovipositor, mit blattförmiger Scheide. Das Metasome ist verlängert, die langen Antennen sind mittendrin weiß. Bei den Männchen sind die Antennen ohne Tyloidae (drüsige Sinnesfelder). Der Clypeus ist groß und flach, er ist von Gesicht durch eine Kerbe abgetrennt. Die Mandibeln sind groß. Die Maxillarpalpen sind sehr lang, sie reichen bis hinter die Coxen der Vorderbeine. Die beiden europäischen Arten haben eine Körperlänge von 7 bis 10 mm.

## Lebensweise
Die beiden einheimischen Arten können in Waldgebieten häufig sein, vermutlich sind sie Endoparasitoide, aber man kennt ihre Wirte nicht. Über das Verhalten ist nichts bekannt.

## Systematik
Die Gattung Oxytorus (und damit die Unterfamilie Oxytorinae) gehört in die große Gruppe der Ophioniformes und ist innerhalb dieser wohl am ehesten mit den Ctenopelmatinae näher verwandt.

## Arten in Europa
In Europa kommen die beiden Arten Oxytorus armatus und Oxytorus luridator vor, sie sind beide auch aus Deutschland nachgewiesen.